# Golfo de Tarento

Localização do golfo de Tarento

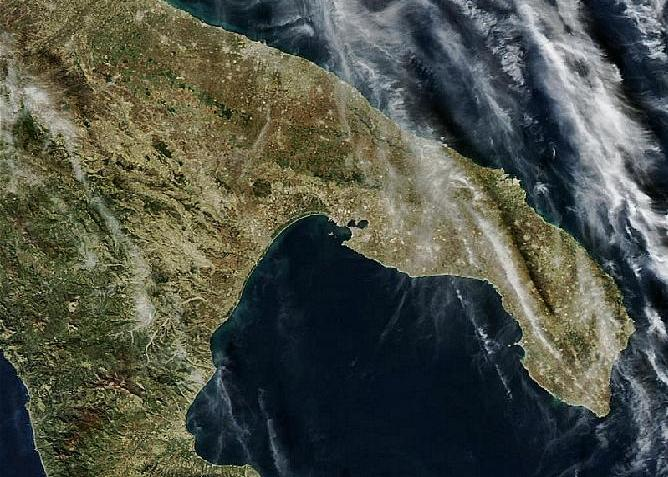
Imagem de satélite do golfo de Tarento

O golfo de Tarento (em italiano Golfo di Taranto) é o pedaço de mar compreendido entre Ponta Meliso em Santa Maria de Leuca (Lecce) e ponta Alice, entre Sibari e Crotone, no sul da península italiana. A principal cidade banhada pelo golfo lhe dá o nome: Tarento (Taranto).